# Broderick Thompson
Pour les articles homonymes, voir Thompson.
Broderick Thompson, né le 19 avril 1994 à North Vancouver, est un skieur alpin canadien. Le combiné est sa discipline de prédilection, tandis qu'il est plus tourné vers les disciplines de vitesse (super G et descente).

## Biographie
Membre du club de Whistler, il est présent sur la Coupe nord-américaine depuis 2010, où il marque ses premiers points en 2012-2013 et finit en tête du classement du super G en 2015.
En Coupe du monde, il fait son apparition en décembre 2014 à Lake Louise. Il marque son premier point en janvier 2015 en terminant 30e du combiné de Wengen. En décembre 2017, il se classe huitième du combiné de Bormio, son meilleur résultat dans l'élite jusque là. Il participe ensuite aux Jeux olympiques de Pyeongchang, terminant au mieux 23e en super G et combiné. 
Il doit attendre la saison 2020-2021 pour figurer de nouveau au classement de la Coupe du monde et aussi pour prendre part à ses premiers championnats du monde, à Cortina d'Ampezzo, où il signe une onzième place en combiné notamment.
Le 2 décembre 2021, avec le dossard 35, il se classe troisième du Super G de Beaver Creek (USA) derrière Marco Odermatt (Suisse) et Matthias Mayer (Autriche). Il dispute ensuite ses deuxièmes jeux olympiques, à Pékin, où il ne peut achever ni la descente, ni le super G, mais prend la huitième place au combiné alpin.
Il est le frère de la championne olympique de skicross Marielle Thompson.

## Palmarès

### Jeux olympiques
| Édition / Épreuve   | Descente | Super G | Combiné |
| ------------------- | -------- | ------- | ------- |
| JO 2018 Pyeongchang | 35e      | 23e     | 23e     |
| JO 2022 Pékin       | Abandon  | Abandon | 8e      |

### Championnats du monde
| Épreuve / Édition               | Descente | Super G | Combiné alpin |
| ------------------------------- | -------- | ------- | ------------- |
| Mondiaux 2021 Cortina d'Ampezzo | 29e      | Abandon | 11e           |

### Coupe du monde
- Meilleur classement général : 76e en 2018.
- 1 podium : 1 troisième place.

#### Classements par saison
| Saison/Classement | Général | Général | Descente | Descente | Super G | Super G | Combiné alpin | Combiné alpin |
| Saison/Classement | Class.  | Points  | Class.   | Points   | Class.  | Points  | Class.        | Points        |
| ----------------- | ------- | ------- | -------- | -------- | ------- | ------- | ------------- | ------------- |
| 2014-2015         | 151e    | 1       | -        | -        | -       | -       | 42e           | 1             |
| 2015-2016         | 146e    | 7       | -        | -        | -       | -       | 42e           | 7             |
| 2017-2018         | 76e     | 62      | 45e      | 16       | -       | -       | 10e           | 46            |
| 2020-2021         | 141e    | 7       | -        | -        | 51e     | 7       | -             | -             |

### Coupe nord-américaine
- 10 podiums, dont 3 victoires.
- Vainqueur du classement du super G en 2015.

Après la saison 2018-2019.

### Championnats du Canada
- Champion de descente lors de l'hiver 2016-2017.